# Étude ESTEBAN
L'Étude ESTEBAN (acronyme de Étude de santé sur l’environnement, la biosurveillance, l’activité physique et la nutrition) est une évaluation de l'exposition de la population de France métropolitaine aux produits chimiques (à partir de dosages faits dans le sang, dans la première urine du matin et dans les cheveux (recueillis dans le cadre d'un examen de santé). Il s'agit aussi de mieux connaître l'alimentation et l'activité physique des Français ainsi que l'importance de certaines maladies chroniques (diabète, BPCO), et de la part de facteurs de risque vasculaire (hypertension artérielle, dyslipidémie) non diagnostiquée. Ces données complèteront notamment les études sur les contaminations chimiques issues des objets du quotidien. Esteban est aussi le nom d'une des deux cohortes contribuant à cette évaluation.
Les premiers résultats de cette étude transversale, dont le protocole doit être répété tous les 7 ans environ ont par exemple déjà permis d'évaluer, pour la première fois et à grande échelle, l’exposition des personnes résidantes en France métropolitaine à 28 métaux toxique, dont chez les enfants pour la période 2014-2016. Compte tenu des effets néfastes des métaux sur la santé, de l’augmentation des niveaux d’imprégnation par l’arsenic, le cadmium et le chrome entre ENNS et Esteban, ce suivi doit se poursuivre, et éclairer l'effet des mesures de réduction des sources d’exposition. Les premiers résultats de l'étude ESTEBAN ont confirmé que dans le cas du plomb, les mesures de gestion et de réduction du risque de saturnisme prises depuis quelques décennies ont permis de fortement réduire les expositions (presque -30 % en 10 ans). Mais l'exposition à d'autres métaux toxiques reste préoccupante, voire s'aggrave. ESTEBAN pourra contribuer à hiérarchiser les priorités des acteurs de la santé.

## Histoire
En 2009, le Grenelle de l'environnement puis la loi Grenelle (no 2009-967 du 3 août 2009) décident que la France élabore et met en œuvre une stratégie nationale de biosurveillance (dans cadre du plan national santé environnement (PNSE).

## Objectifs
Ils sont notamment : 
- évaluer le degré d’imprégnation des résidants en France métropolitaine aux substances chimiques.
- mieux comprendre les sources d’exposition,

et ce, partout en France métropolitaine, et quelles que soient les voies d’entrée dans le corps.
Stratification à trois degrés du plan de sondage
1. degré 1 : tirage au sort d'un échantillon de communes ou de regroupements de communes (unité primaire).
2. degré 2 : tirage au sort de ménages, au sein de chaque unité primaire, par échantillonnage téléphonique.
3. degré 3 : tirage au sort d'un seul individu (adulte ou enfant) parmi les membres éligibles de chaque ménage (méthode Kish).

Les données manquantes des variables issues des différents questionnaires et les valeurs censurées à gauche des biomarqueurs (niveaux biologiques inférieurs à la limite de détection) ont été imputées en utilisant la méthode d’imputation multiple par équations chaînées.

## Limites, biais
Les limites connues du programme sont qu'il ne mesure que ce qu'on cherche (pas les pesticides, uniquement des substances capables de pénétrer l’organisme et présentes au moment des dosages dans les trois matrices biologiques étudiées (sang, urine, cheveux).
Certaines populations à risque ou vulnérables (SDF, réfugiés, migrants, prisonniers, personnes placées en institution médicales… échappent à l'étude) de même que celles des territoires d'outre-mer.

## Contenu
Deux études sont mises en place :
1. Esteban : l’étude nationale transversale, en population générale (personnes de 6 à 74 ans). La phase de collecte des données de l’étude Esteban a eu lieu d’avril 2014 à mars 2016, après un choix « par priorisation » des biomarqueurs à doser[3]. 
La famille des métaux et des métalloïdes ont été choisis, car ayant des effets sanitaires connus (cancérogènes, osseux, rénaux, cardiovasculaires, neurotoxiques…). D'autres produits chimiques ont été choisis sur la base du critère de dosages simultanés possible pour 27 produits. ESTEBAN inclut 1 000 enfants et adolescents de 6 à 17 ans.
2. un volet périnatal (avant 6 ans), complémentaire, s'appuie sur la cohorte Elfe (Étude longitudinale française depuis l’enfance, lancée en 2011 pour notamment évaluer l’exposition de la femme enceinte à quelques polluants préoccupants, et pour rechercher les déterminants des imprégnation ; visant notamment à mieux estimer la prévalence de lʼasthme, de lʼatopie et des maladies allergiques chez l'enfant.

Le recueil des données sa fait via un examen de santé avec mesures et prélèvements biologiques ; deux questionnaires en face à face lors de deux visites à domicile, et le remplissage « dʼauto-questionnaires » et une enquête alimentaire réalisée par téléphone ou en ligne, en trois rappels (ou enregistrements) des 24 heures sur une durée de trois semaines. Un des enjeux d'ESTEBAN et d'améliorer la santé environnementale, grâce au suivi à long terme de biomarqueurs environnementaux.
Ce travail est coordonné avec d'autres études, dont l’étude individuelle nationale de consommation alimentaire (Inca3).

## Pesticides
En 2025, l’Anses recommande « d’identifier les sources d’expositions les plus importantes aux pyréthrinoïdes parmi tous les usages insecticides possibles : médicaments, produits phytopharmaceutiques et biocides, y compris pour traiter les matériaux de construction et d’ameublement et les textiles ».

## Volet nutritionnel
Il consiste en une reconduction de l’« Étude nationale nutrition santé » (ENNS, faite en 2006-2007), pour mettre à jour et suivre des indicateurs déjà renseignés 10 ans plus tôt. L’Esen (équipe de surveillance et d’épidémiologie nutritionnelle) analyse ce volet et le met en perspective avec les résultats de l’étude ENNS.

### Premiers résultats

#### Obésité
Pour rappel, l’enquête ObEpi (répétée tous les trois ans de 1997 à 2012) avait montré, avant l’Étude ESTEBAN, que l'obésité progressait en France : 14,5 % des adultes étaient obèses en 2009, et 15 % en 2012 (contre 8,5 % en 1997).
En 2015, près d’un adulte sur deux est en surpoids, mais la situation tend à se stabiliser :
- 54 % des hommes et 44 % des femmes (adultes) étaient en surpoids ou obèses (IMC ≥ 25). Le surpoids augmente avec l’âge. L’obésité (IMC ≥ 30) touche 17 % des adultes (hommes et femmes indistinctement). Entre la période ENNS-2006 et celle d’Esteban-2015, la prévalence du surpoids et de l'obésité est restée stable et les moins diplômés restent les plus touchés[8].
- 17 % des 6-17 ans sont en surpoids (dont 4 % obèses) ; les enfants de familles moins diplômées sont plus touchés par l'obésité. « La prévalence de la maigreur était estimée à 13 % globalement et atteignait 19 % chez les filles de 11-14 ans. Entre 2006 et 2015, la prévalence du surpoids (obésité incluse) des enfants est restée stable. Néanmoins, la prévalence de la maigreur a significativement augmenté passant de 8 % à 13 %, cette augmentation touchant principalement les filles de 11-14 ans (...) l’influence du niveau scolaire persiste en matière de corpulence »[8].

##### Dyslipidémies
Le taux moyenne du LDLc était de 1,3 g/L ; près d'une personne sur cinq avait un LDLc dépassant à 1,6 g/L ; et 8,8 % étaient sous traitement hypolipémiant (statines : 7,5 %).
La prévalence de l’hypercholestérolémie LDL (mesurée ou traitée) était de 27,0 %, augmentant avec l’âge pour atteindre en moyenne 8,4 % entre 65 et 74 ans, touchant plus les hommes (29,7 %) que chez les femmes (24,5 %).
Mais de 2006 à 2015, l'hypercholestérolémie a significativement reculé, ainsi que la part des personnes sous traitement hypolipémiant (−33 %), mais elle reste élevée.

## Volet activité physique et sédentarité
Il vise à évaluer chez 2 678 adultes et 1 182 enfants de 6 à 17 ans (dans la vie professionnelles, scolaires, domestiques, les loisirs, etc.) :
- le degré de sédentarité (durée quotidienne des activités sédentaires, temps d'écran) et
- le niveau d’activité physique (fréquence, durée, intensité)
- le degré d'adéquation de ces facteurs de santé avec les recommandations OMS[11].

### Premiers résultats
Ils montrent que « le niveaux d’activité physique encore faibles et une sédentarité élevée chez les adultes et les enfants résidant en France métropolitaine en 2015, ainsi qu’une dégradation quasi-générale de ces indicateurs au cours des 10 dernières années ».
La prévalence de l’hypertension artérielle ou HTA reste stable, mais élevée en France (32,3 % de la population ; plus élevée avec l'âge, et chez les hommes (37,5 %) que les femmes (27,4 %) respectivement). Elle est trop souvent non traitée et/ou non contrôlée et la prise en charge et le contrôle de la maladie ne se sont pas améliorés significativement en 10 ans. Parmi les hypertendus, 50,0 % sont traités par un médicament antihypertenseur mais seuls 55,0 % de ces derniers avaient une PA normale (44,9 % chez les hommes et 66,5 % chez les femmes). De 2006 à 2015, la prévalence de l’HTA est globalement stable mais a augmenté chez les 15-34 ans et chez les femmes de 55 à 64 ans.

## Métaux et métalloïdes
Les variations temporelles et géographiques des niveaux de 28 métaux et métalloïdes sont suivis (aluminium, antimoine, arsenic total, baryum, béryllium, bore, cadmium, césium, chrome, cobalt, cuivre, étain, iridium, lithium, manganèse, mercure, molybdène, nickel, or, palladium, platine, sélénium, thallium, tungstène, uranium, vanadium et zinc), et comparés à ceux d'autres études antérieures faites en France et à l’étranger (ex. : Étude nationale nutrition santé ou ENNS) pour 2006-2007.
Les déterminants de niveaux d’imprégnation par les métaux ont été évalués via un modèle linéaire généralisé (GLM) tenant compte du plan de sondage pour 7 biomarqueurs urinaires, capillaires ou sanguins : arsenic (As total ; arsenic inorganique et ses deux métabolites ; Asi + MMA + DMA)), mercure, cadmium, chrome, nickel, cuivre urinaire, mercure (dans les cheveux) et plomb (sanguin) dont les teneurs ont été étudiées au regard des données démographiques, socioéconomiques et relatives à l’alimentation, l’activité physique, la sédentarité, les habitudes et modes de vie, l’environnement résidentiel et professionnel, la santé générale et la consommation de soins (renseignés au domicile des participants par un enquêteur et par des auto-questionnaires).
Ces résultats pourront être comparés à ceux d'autres études du même type (par exemple italienne).

### Premiers résultats
Pour 30 biomarqueurs, 4 étaient quantifiés à moins de 90 % dans la population des adultes : béryllium (4,2 %), iridium (42 %), palladium (83,8 %) et platine (62,3 %), et 3, dans la population des enfants : béryllium (10,9 %), iridium (51,8 %) et platine (88,1 %).
Évolutions sur 10 ans : par rapport aux taux mesurés dans l’étude ENNS (2006-2007) :
- les adultes sont plus contaminés par l'antimoine, Asi + MMA + DMA, cadmium, chrome, cobalt et uranium qu'en 2006-2007 (fait déjà constaté pour le cadmium et le chrome par l’Anses dans les études de l’alimentation totale (EAT)[14] ;
- les adultes sont moins contaminés par le vanadium
- les adultes sont beaucoup moins contaminés par plomb depuis 2006-2007 (- 27 % en 10 ans pour la moyenne géométrique (MG) et - 31 % du percentile 95), mais « le saturnisme a touché 10 % des enfants dépistés entre 2015 et 2018. Le principal facteur de risque reste le logement ». La plombémie moyenne est de 9,9 μg/L pour l'enfant et 18,5 μg/L pour l'adulte. Les facteurs d'exposition les plus importants sont le tabagisme, l'âge et la localisation du lieu d'habitation, la prise d'alcool, les produits à base de pain et issus de l'élevage domestique. Le nombre d'enfants saturnins reste donc élevé malgré la mise en place de mesures de prévention (ciblant essentiellement les peintures au plomb). Les efforts de prévention doivent être poursuivis[15].
- Les taux de mercure dans les cheveux, les taux d'étain et de nickel urinaire n'ont pas évolué en 10 ans, de 2006 à 2016).

Comparaison avec d'autres pays de même niveau de vie :
- les niveaux d'imprégnations en arsenic total (Asi + MMA + DMA), cadmium, chrome, mercure sont « plus élevés que ceux retrouvés dans la plupart des pays étrangers (Europe et Amérique du Nord) » ;
- l'imprégnation par le nickel et le cuivre sont moindres que dans ce mêmes des pays étrangers (Europe et Amérique du Nord)

Déterminants d’exposition : selon les données d'ESTEBAN, ces déterminants sont surtout alimentaires et conformes à ceux décrits dans la littérature scientifique :
- le poisson et d'autres produits de la mer sont source d'imprégnation plu élevée par l'arsenic, le cadmium, le mercure et le plomb ;
- les céréales augmentent l'imprégnation par le cadmium (et le cuivre si elles sont « bio ») ;
- légumes bio augmentent l'apport en cuivre ;
- eau du robinet, les boissons alcoolisées, le pain et les produits de la panification, l’autoconsommation de produits d’élevage, augmentent l'imprégnation par le plomb.
- le tabac est source de cadmium, cuivre et plomb ;
- les implants médicaux sont sources de chrome ;
- les amalgames dentaires traditionnels augmentent le taux de mercure urinaire ;
- les logements anciens exposent au plomb, de même que certaines professions des parents (pour les enfants)

Dépassements de valeurs-guide sanitaires : Ils ont concerné une partie des personnes du panel pour l’arsenic, le mercure capillaire, le plomb et plus encore le cadmium (un peu moins de la moitié des adultes résidant en France métropolitaine présente une cadmiurie supérieure à la valeur recommandée par l’Anses),.
Les auteurs appellent à fixer des valeurs guide sanitaires pour d'autres métaux et métalloïdes.
Corrélations ? « Les corrélations obtenues semblaient le reflet de l’exposition aux métaux sous forme d’alliages comme le cobalt et le nickel, le zinc et le cuivre ou le molybdène et le tungstène, le vanadium et le chrome ».